# Ентоні Вашингтон
Ентоні Вашингтон (англ. Anthony Washington; нар. 16 січня 1966) — американський легкоатлет, який спеціалізувався на метанні диска.

## Спортивні досягнення
Фіналіст (4-е місце) олімпійських змагань з метання диска (1996). Ще у двох олімпійських фіналах був 12-м у змаганнях з метання диска (1992, 2000).
Чемпіон світу з метання диска (1999). Фіналіст (10-е місце) змагань з метання диска на чемпіонаті світу в Штутгарті (1993).
Переможець змагань з метання диска на Кубку світу (1992).
Дворазовий чемпіон Панамериканських ігор з метання диска (1991, 1999).
Чемпіон США з метання диска (1991, 1993, 1996, 1999).